# صخور السربنتين

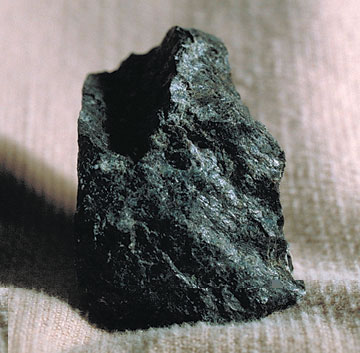

صخور السربنتين هي مجموعة من صخور الهلرزبورجايت التابعة لصخور الأفييوليت العماني.

## التركيب
تحتوي صخور السربنتين على مادة الألوفين بشكل أساسي ونسبة ضئيلة من الأثوبيروكسين ونسبة أقل من مادة الجارنت. ووجد أن مادة الألوفين والأرثوبيروكسين تتحوّل بفعل عوامل التجوية إلى مادة السربنتين التي تمتاز باحتوائها على مادة الكريسوتايل، إضافةً إلى نسبة قليلة من مادة التلكبين بين شقوق الصخور.

## الوزن النوعي
تعتبر صخور الأفوليت ثقيلة الوزن وعالية الكثافة، حيث يزن المتر المكعب الواحد من الصخر حوالي 2,700 كيلوجرام إلى 2,810 كيلوجرام. مما يجعل كثافته العالية مناسبة للأعمال الإسمنتية. يقارب وزن صخور السربنتين إلى وزن صخور الجابرو التي تعتبر مرتبتها بعد صخور الجرانيت في مجموعة من صخور الهلرزبورجايت النوعي. ولم تكتشف أو تعرف هذه الصخور بأنها تصلح للاستعمال المدني كخلطها بالإسمنت والأعمال الخرسانية والجسور ورصف الطرق، ولكنها كانت تستخدم لمواد الردم فقط لتسببها مشاكلاً حين تعرضها للماء أو الاختلاط بمواد أخرى.

## الوصف والخصائص
بالاطلاع على نتائج الاختبارات الأولية، وجدت نتائجاً غير إيجابيّة فاتضح أن الصخور من الصخور المتحولة عن أصل ناري بركاني ثمٌ تعرضت لتحول إقليمي بالضغط والحرارة فتسبب وجود تسوس في الصخور يسمى التالك وهي مادة حامله للماء، تنتفخ بسهولة عند تعرضها للماء وهذا ما جعل هذا النوع من الصخور لا يصلح للاستعمال العام في رصف الطرق والبناء.
توجد بودرة التالك بالصخور على شكل عروق متشعبة لعملية تكسير الصخور ويستخدم فيها مُصفٍّ لتنقية الهواء الخارج، لتسبب المادة في بعض الإمراض مثل: الربو وغيرها من المشاكل التنفسية وذلك بسبب اختلاطها مع الغبار والأتربة المصاحبة للصخور.
اكتشفت طريقة لاستعمال صخور الأفوليت من نوع السربنتين في خلطات إسمنتية للمباني ورصف الطرق في سلطنة عُمان.